# Negrišori
Negrišori (en serbe cyrillique : Негришори) est un village de Serbie situé dans la municipalité de Lučani, district de Moravica. Au recensement de 2011, il comptait 498 habitants.

## Démographie

### Évolution historique de la population
| 1948 | 1953 | 1961 | 1971 | 1981 | 1991 | 2002 | 2011 |
| ---- | ---- | ---- | ---- | ---- | ---- | ---- | ---- |
| 998  | 985  | 855  | 749  | 696  | 628  | 549  | 498  |

|  |

## Personnalité
Le peintre Janko Mihailović Moler (1792-1852), célèbre pour ses icônes, est né et est mort à Negrišori.